# Athenatempel (Assos)
Koordinaten: 39° 29′ 26″ N, 26° 20′ 12″ O

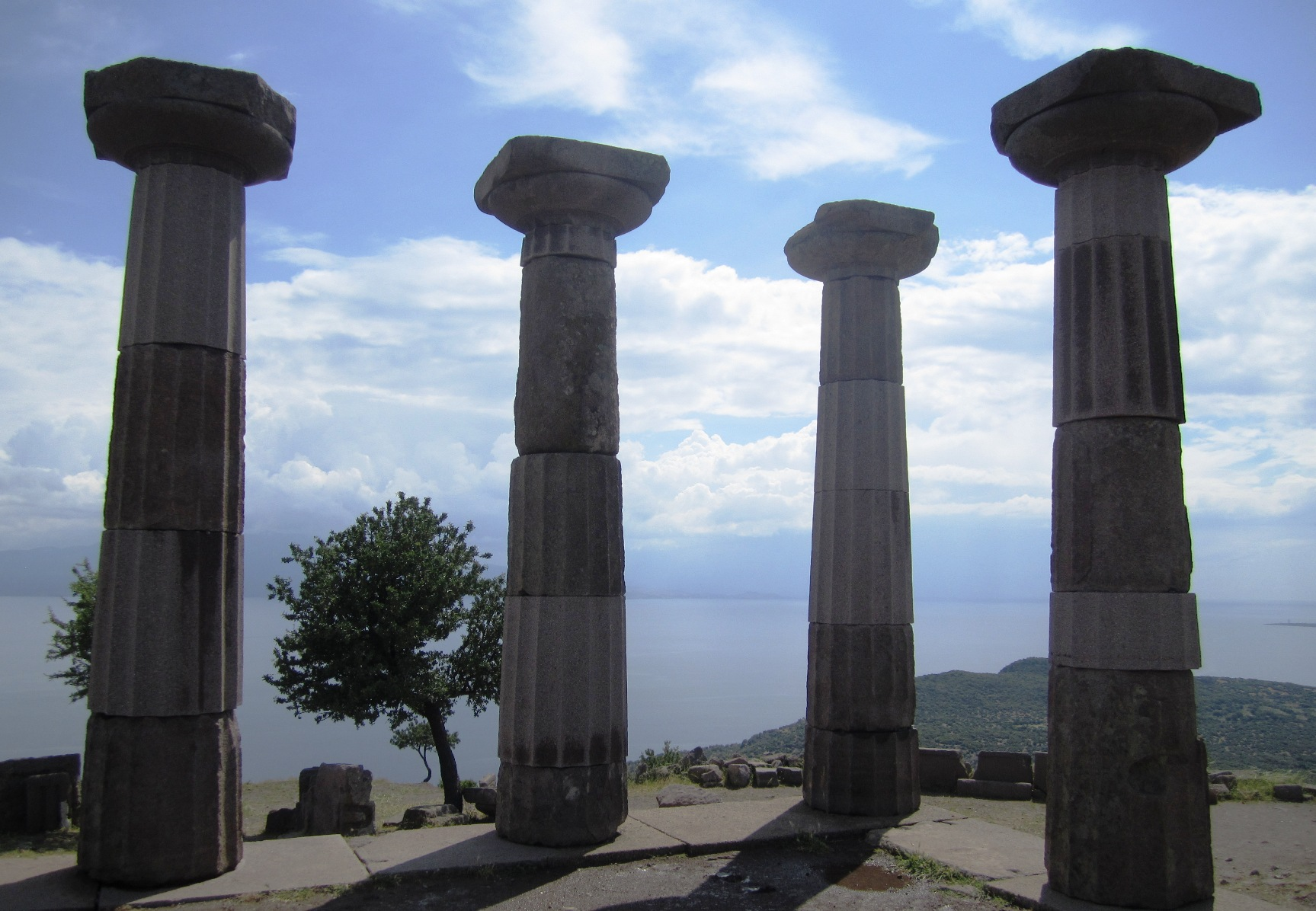
Säulen des Tempels

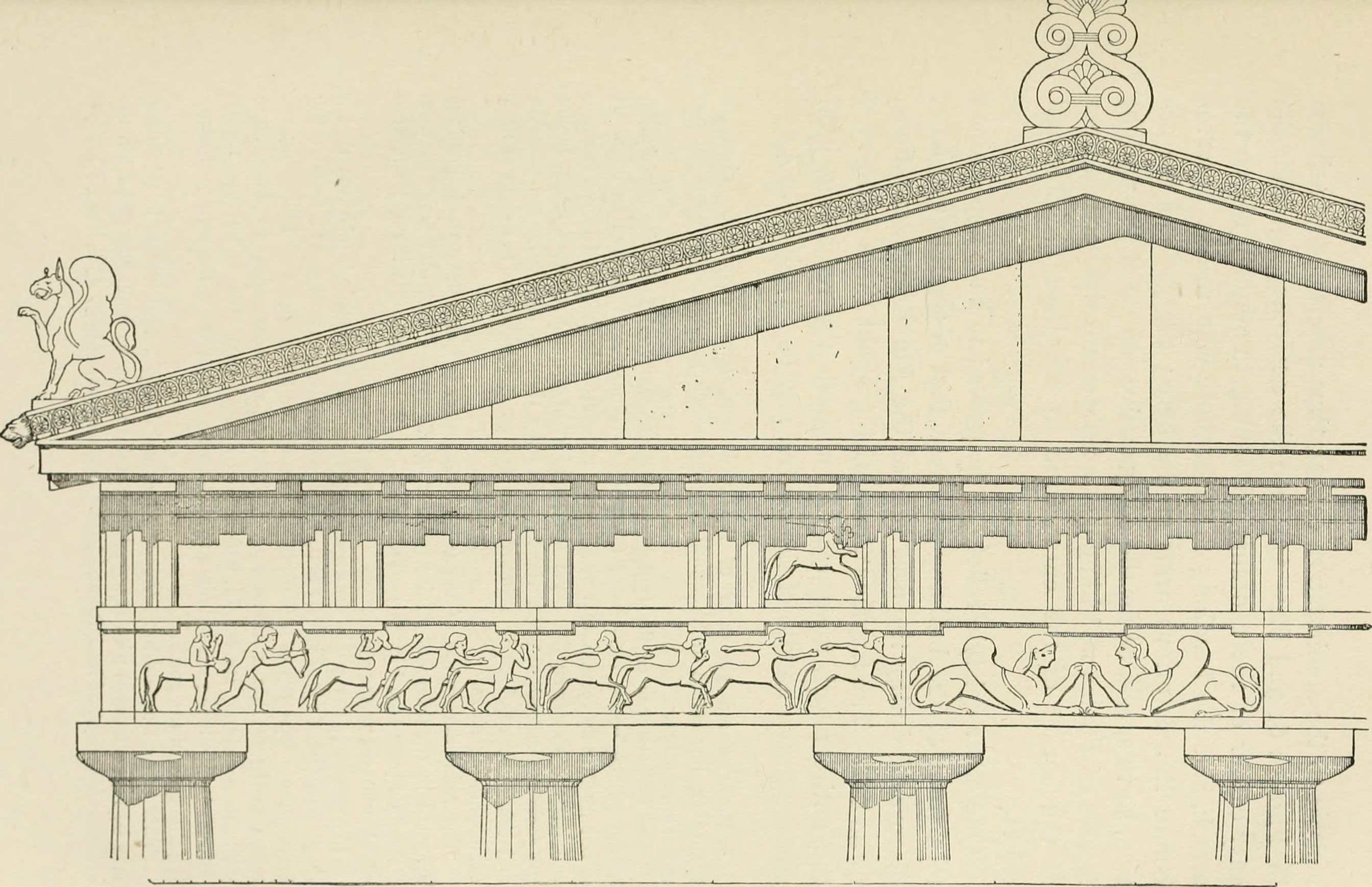
Rekonstruktion der Fassade

Plan des Tempels

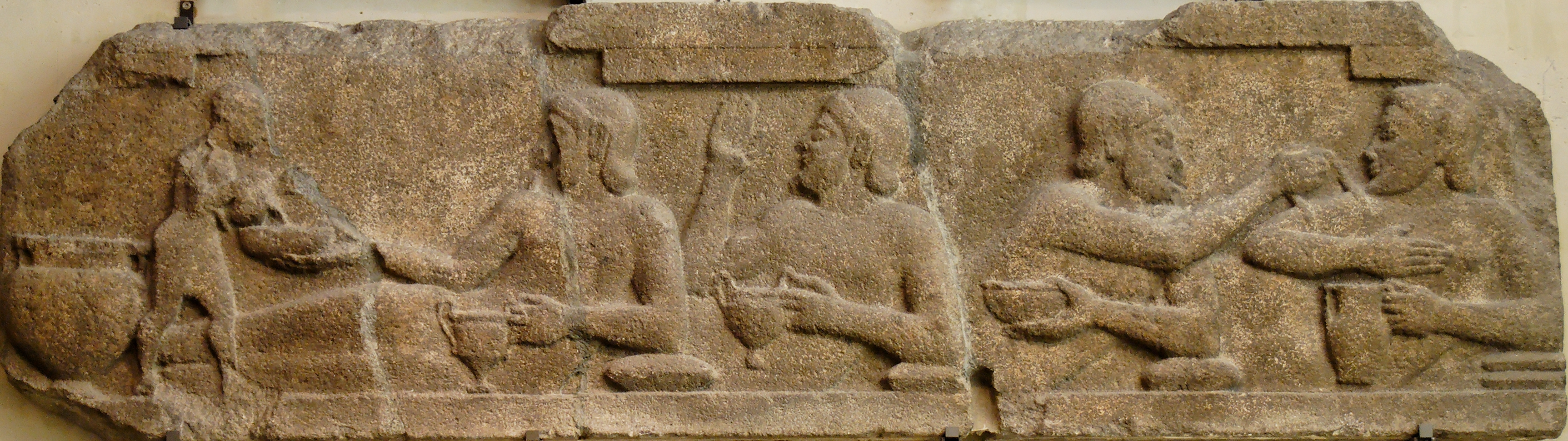
Figurenfries: Bankettszene

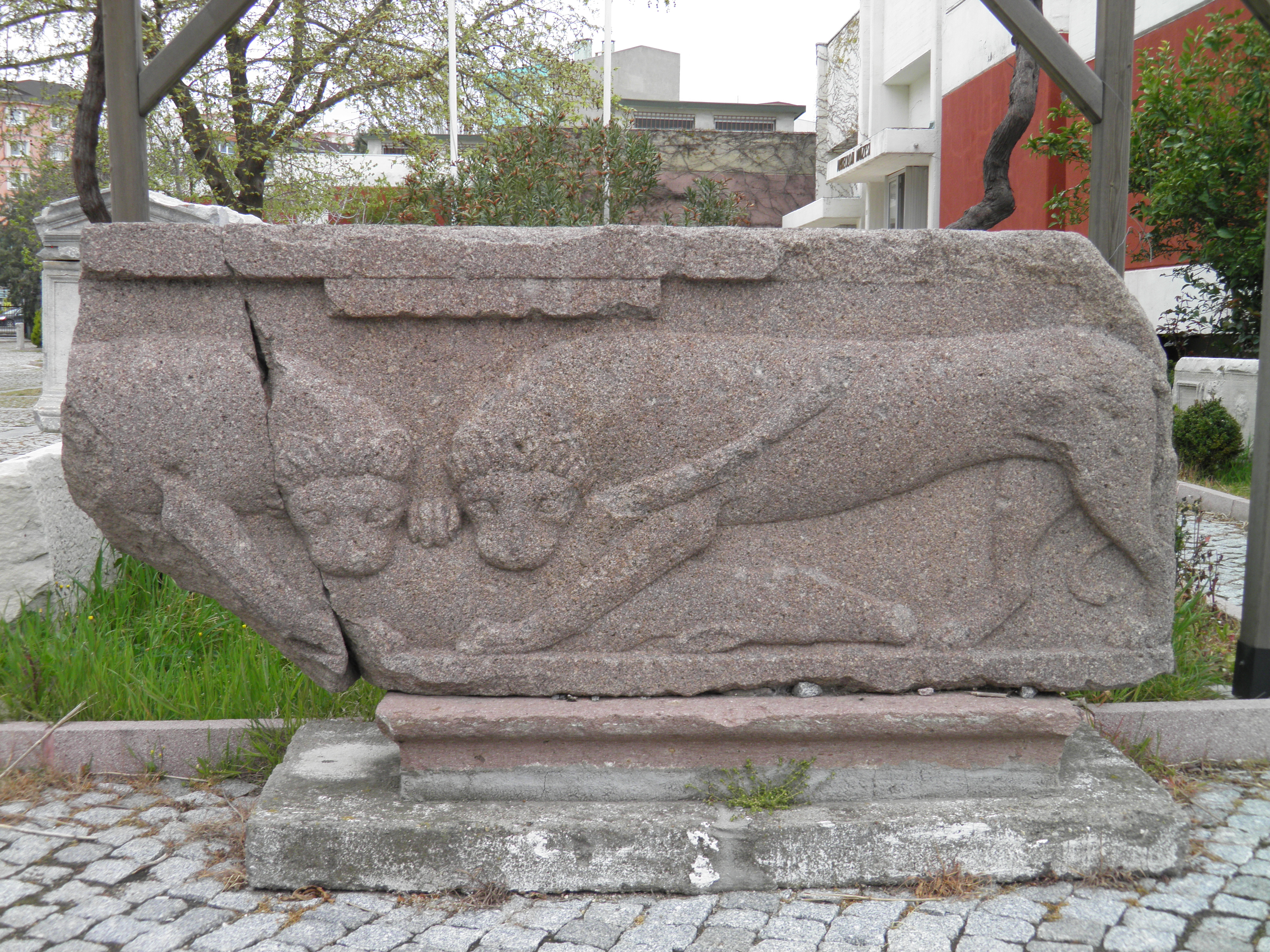
Figurenfries: zwei Löwen, die einen Hirsch erlegen

Der Athenatempel von Assos ist der einzige archaische Tempel dorischer Ordnung in Kleinasien, wo sonst die ionische Ordnung dominierte. Der Tempel fand sich stark verfallen, doch war noch ein Großteil der Bauteile vorhanden, sodass es möglich ist, seinen Aufbau weitgehend zu rekonstruieren. Das Heiligtum weist einige Besonderheiten auf, die untypisch für griechische Tempel sind, wodurch er architektonisch von großem Interesse ist. Bemerkenswert ist vor allem der Bauschmuck, der neben Metopen, wie sie typisch für die dorische Ordnung sind, auf dem Architrav auch einen eher für die ionische Ordnung typischen Relieffries umfasst. Die Datierung des Tempels ist umstritten. Vorschläge reichen von 560 bis 440 v. Chr. Neuere Untersuchungen und Überlegungen setzen den Bau um 540 v. Chr. an. Zu dieser Zeit war die Region unter persischer Herrschaft.
Obwohl diverse europäische Reisende Assos besuchten und Altertümer erwähnten, wurde der Tempel erst am Beginn des 19. Jahrhunderts von dem Engländer William Martin Leake erwähnt und kurz beschrieben. Erste systematische Ausgrabungen fanden von 1881 bis 1883 unter der Leitung des Amerikaners Joseph Thacher Clarke statt. Die Ergebnisse der Grabungen wurden in verschiedenen Berichten veröffentlicht. Erneute Ausgrabungen fanden von 1979 bis 1987 statt und wurden 2012 publiziert.
Der als Peripteros angelegte Tempel steht auf einem Hügel, bei dem es sich um die Akropolis von Assos handelte, die wiederum nicht weit vom Meer entfernt liegt. Das rund 14,00 × 30,30 m große Gebäude wurde aus lokalem vulkanischem Andesit – einem harten und grobkristalinen Material – errichtet und bestand aus einer 6 × 13 Säulen umfassenden Peristasis mit Cella und Pronaos, zwischen dessen Anten sich zwei Säulen erhoben. Das Pteron vor dem Pronaos war besonders tief angelegt, so dass die Antenfronten axial erst mit der dritten Säulenstellung der Langseiten korrespondierten. Der Unterbau bestand aus Euthynterie und einer lediglich durch eine Stufe gebildeten Krepis, auf der direkt der Stylobat als Auflager der Säulen folgte. Die Säulen hatten einen unteren Durchmesser von 0,91 m und waren einst etwa 4,6 m hoch. Ihr Achsabstand betrug an den Langseiten 2,45 m, an den Fronten 2,66 m, wobei hier die Eckjoche als einzige Maßnahme zur Lösung des dorischen Eckkonflikts auf 2,55 m kontrahiert waren. Von den einst 36 dorischen Kapitellen wurden 32 gefunden, die in diverse Gruppen unterteilt werden können.
Vom Architrav sind 18 undekorierte und 15 mit einem Figurenfries dekorierte Blöcke vollständig oder zum Teil erhalten. Thematisch können die Darstellungen in zwei Gruppen unterteilt werden. Es gibt mythologische Szenen und Schutztiere, wobei es sich zum Teil um Fabelwesen handelt. So zeigt der Figurenfries heraldische Sphingen, kämpfende Bullen, Löwen mit Beute, aber auch den Kampf des Herakles gegen Triton und seine Verfolgung der – hier mit Menschenbeinen dargestellten – Kentauren am Berg Pholoe. Zudem führt der Fries Nereiden und eine Symposionszene mit vier direkt auf dem Boden gelagerten Personen vor. Vom Triglyphenfries sind zehn Metopen erhalten, die ähnliche Figuren zeigen. Es finden sich Fabelwesen, aber auch menschliche Figuren wie Läufer, Reiter und Kämpfende. Auf einer Metope ist Europa auf dem Stier zu sehen. Es scheinen mehrere Bildhauer am Werk gewesen zu sein, auch wenn der Stil insgesamt einheitlich ist und gut zu nordöstlicher, griechischer Kunst passt.
Das Dach bestand aus Holz und war mit Terrakottaziegeln bedeckt. Es war mit Bauschmuck dekoriert, doch fanden sich nur wenige seiner Bauteile, unter anderem ein dekoriertes und zur Traufe gehörendes Fragment, zudem Fragmente der Sima. Lediglich ein Terrakotta-Antefix wurde gefunden, während ein Löwenkopf von einem Wasserspeier stammen mag. Vom Akroterion fand sich ein einzelnes Fragment.
Der Tempel wurde in der Antike mehrmals renoviert, erstmals umfassend anscheinend bald nach seiner ursprünglichen Fertigstellung, möglicherweise als Folge eines Erdbebens. In hellenistischer Zeit wurde in der Cella ein schwarz-weißes Kieselmosaik ausgelegt. Es war am Ende des 19. Jahrhunderts noch gut erhalten, ist heute aber verschwunden.